# Jean-Baptiste Carpeaux
Jean-Baptiste Carpeaux (Valenciennes, 1827. május 11. – Courbevoie, 1875. október 12.) francia szobrász, festő és rézkarcoló, a 19. századi francia szobrászat egyik kiemelkedő egyénisége.

## Életpályája
Szegény kőműves fiaként látta meg a napvilágot. Párizsba ment dolgozni, nappal teherhordó és kifutó fiú volt, éjszakánként pedig agyagszobrokat formázott. Bekerült az École royale et spéciale de dessin-be, majd átmenetileg François Rude műhelyében tanult, végül az École des Beaux-Arts-ban fejezte be tanulmányait.
A klasszicisták sima, lélektelen, csak a formákra figyelő ábrázolásmódjától erősen különbözik Carpeaux stílusa, aki egy új művészeti ideál megvalósításáért harcol. Mind szobraiban, mind festményeiben jelentkeznek dinamikus és érzelmi túlfűtöttségről tanúskodó ábrázolásai és a klasszicizmus kötöttségeivel való birkózás, ez már Rude szobrainál is jelentkezett, de Carpeaux szobrain és festményein bontakozik ki teljességgel. A klasszicizmushoz szokott közönség és művészeti írók közvéleményének elismerését csak lassan, de végül is kivívja.

## Művei
Fő műve az első párizsi operaház, az Opéra Garnier homlokzatát díszítő épületszobra, a Táncoscsoport (1865-69), amely túláradó formáinak mozgásával szinte megbontja az architektonikus egységet. További szobraival is ezt a ritmust követi, alakjait erősen kontrasztos elhelyezésben csoportosítja, és a felületeket merész fény-árnyék ellentétekkel bontja fel, megalapozva a 19. század francia szobrászatát. Carpeaux mintegy Rodin művészetének előkészítőjévé vált.
Fontosabb szobrai közé tartozik: A fiatalabb Dumas, III. Napóleon, Fiore táncos kisasszony, Gérome festő, Garnier építész portrészobra; Valette asszony, Matild hercegnő mellszobrai; Nápolyi halász a kagylóval című szobra (Párizs, Louvre) emlékeztet Rude a halász munkába indul témájú képére. Figyelemre méltó magas reliefje a Louvre-on, mely a művészetet és a földművelést védő Franciaországot szimbolizálja. A négy világrész című díszkútja Párizs egyik parkját ékesíti. További fontos szobrai: A mérséklet (Párizs, La Trinité templom), Achillest megsebzi Paris nyila, Philoktétés Lemnoson, Józsefet felismerik testvérei, Daphnis és Chloé, Megsebzett Amor  (Nancy múzeum), Három grácia.
Számos szobra tekinthető meg szülővárosa, Valenciennes szépművészeti múzeumában.

## Festészete, grafikája
Festészete is az új művészeti ideáktól áthatott, de az e műfajban produkált teljesítménye elmarad szobrászati munkásságának eredményei mögött. Szenvedélyes színei, fény-árnyék ellentétei és tónusfinomságai Grecóra emlékeztetnek, köztük Bál a Tuileriákban, A Benzowszky-merénylet (Louvre), III. Napóleon koporsójában, Dante bárkája, Pál és Virginia (Valenciennes). Carpeaux rengeteg rajzot készített, mintegy 3000 rajzát őrzik a párizsi múzeumok, 11 rézkarca is ismert.
Alapvetően romantikus stílusban rajzolt, festett és formázott, de előre mutat az eklektika, szimbolizmus és a szecesszió felé is.

## Képgaléria

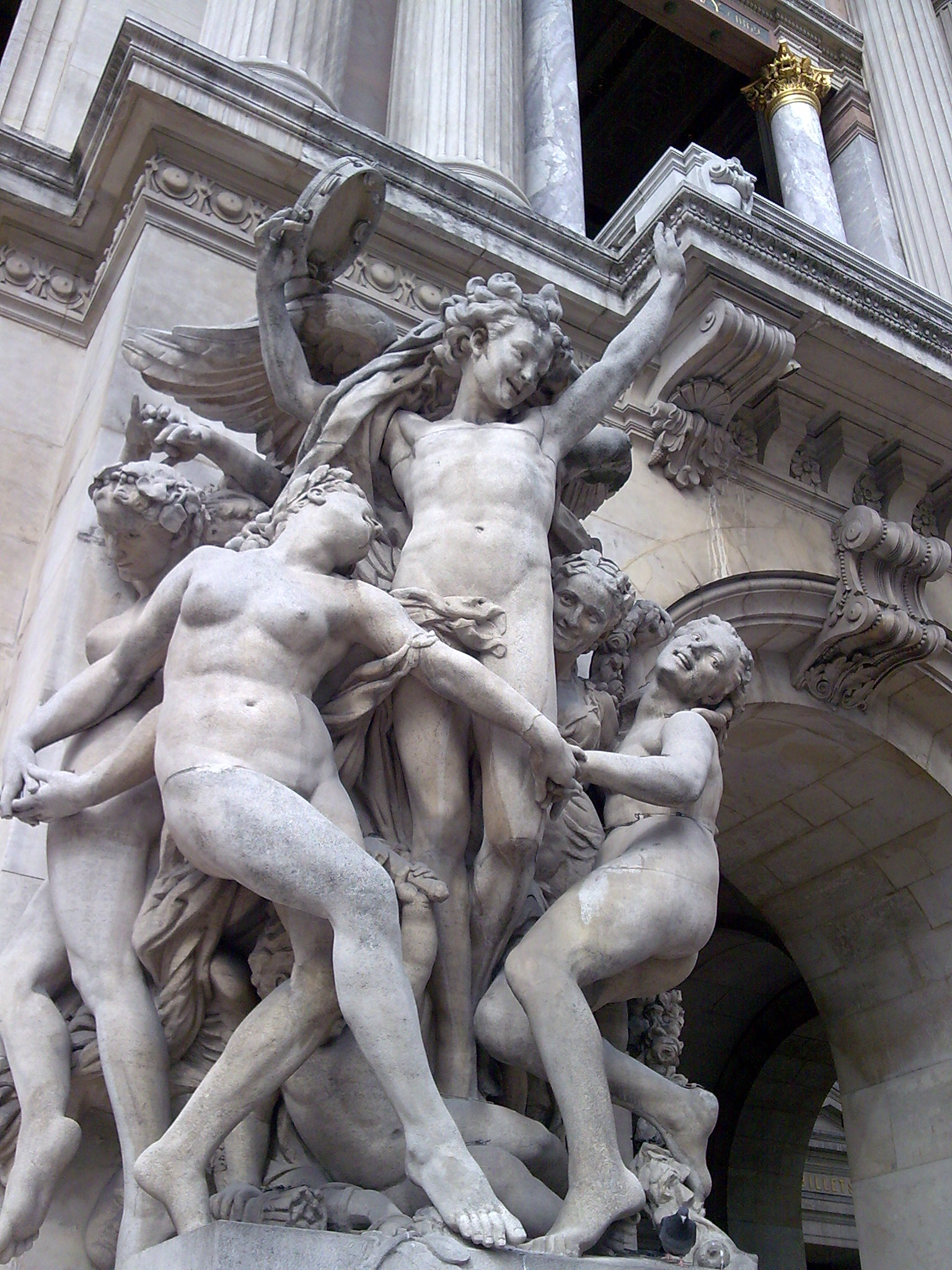
Táncoscsoport
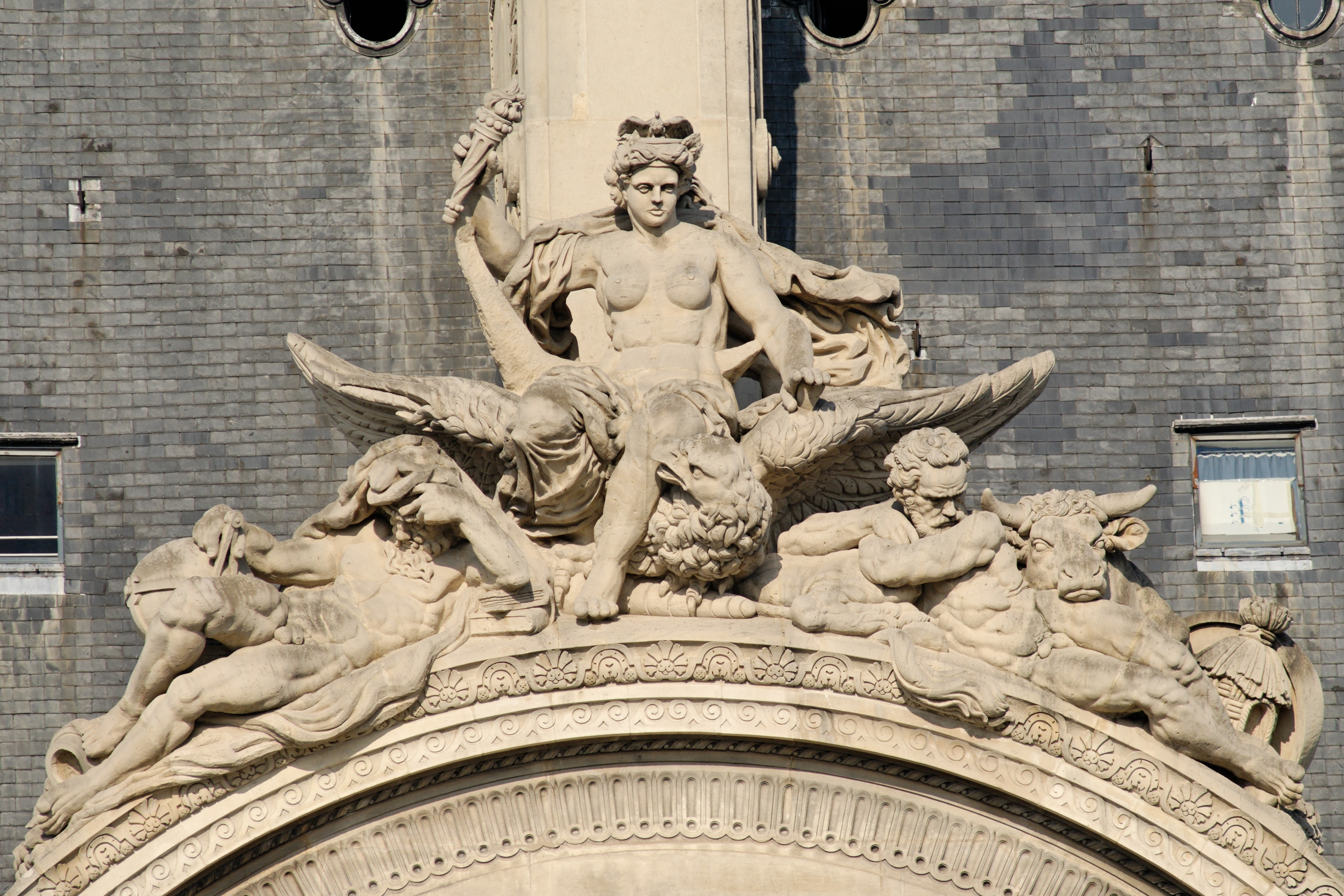
Allegorikus épületszobor (Louvre)
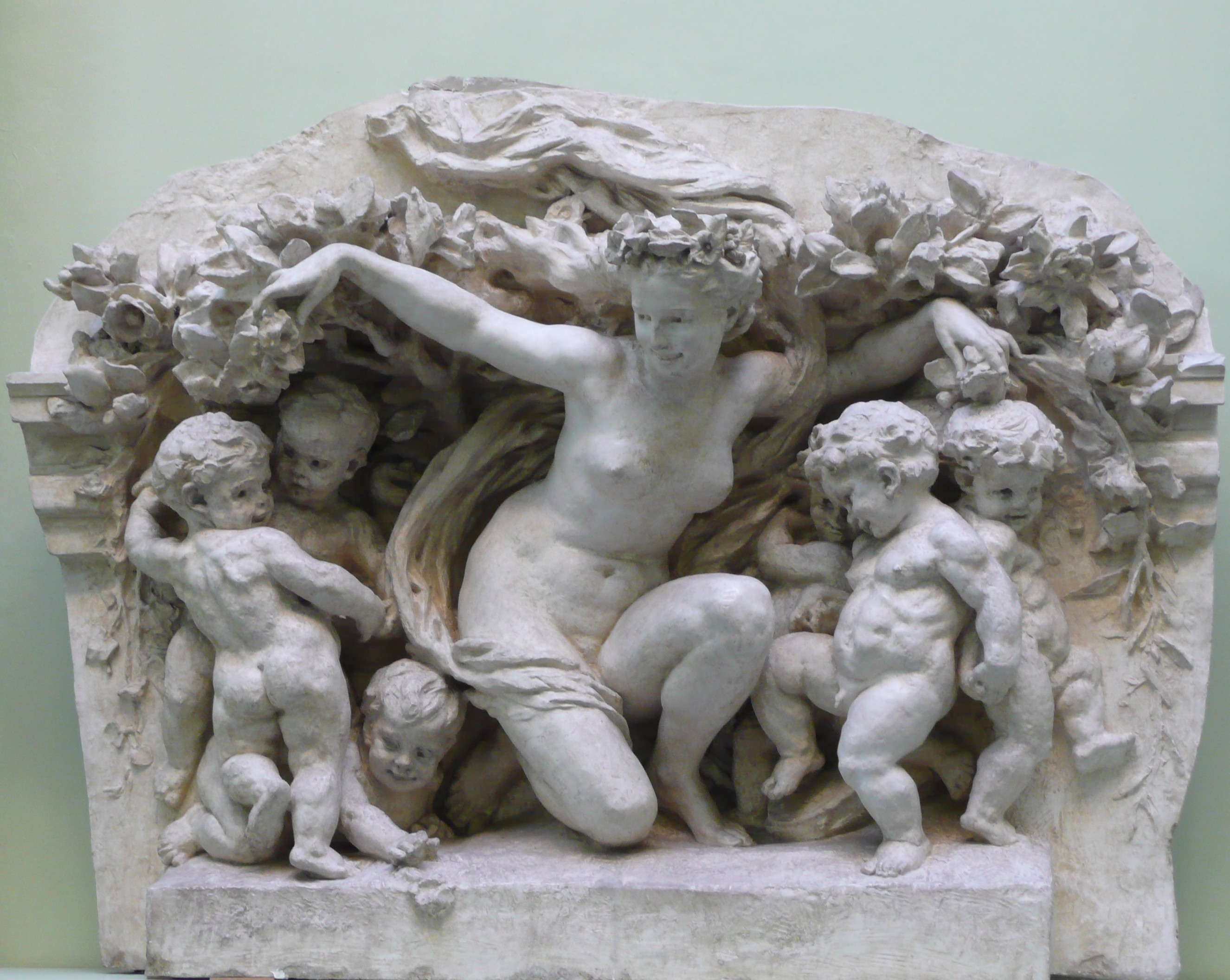
Flora diadala (Triomphe de Flore)
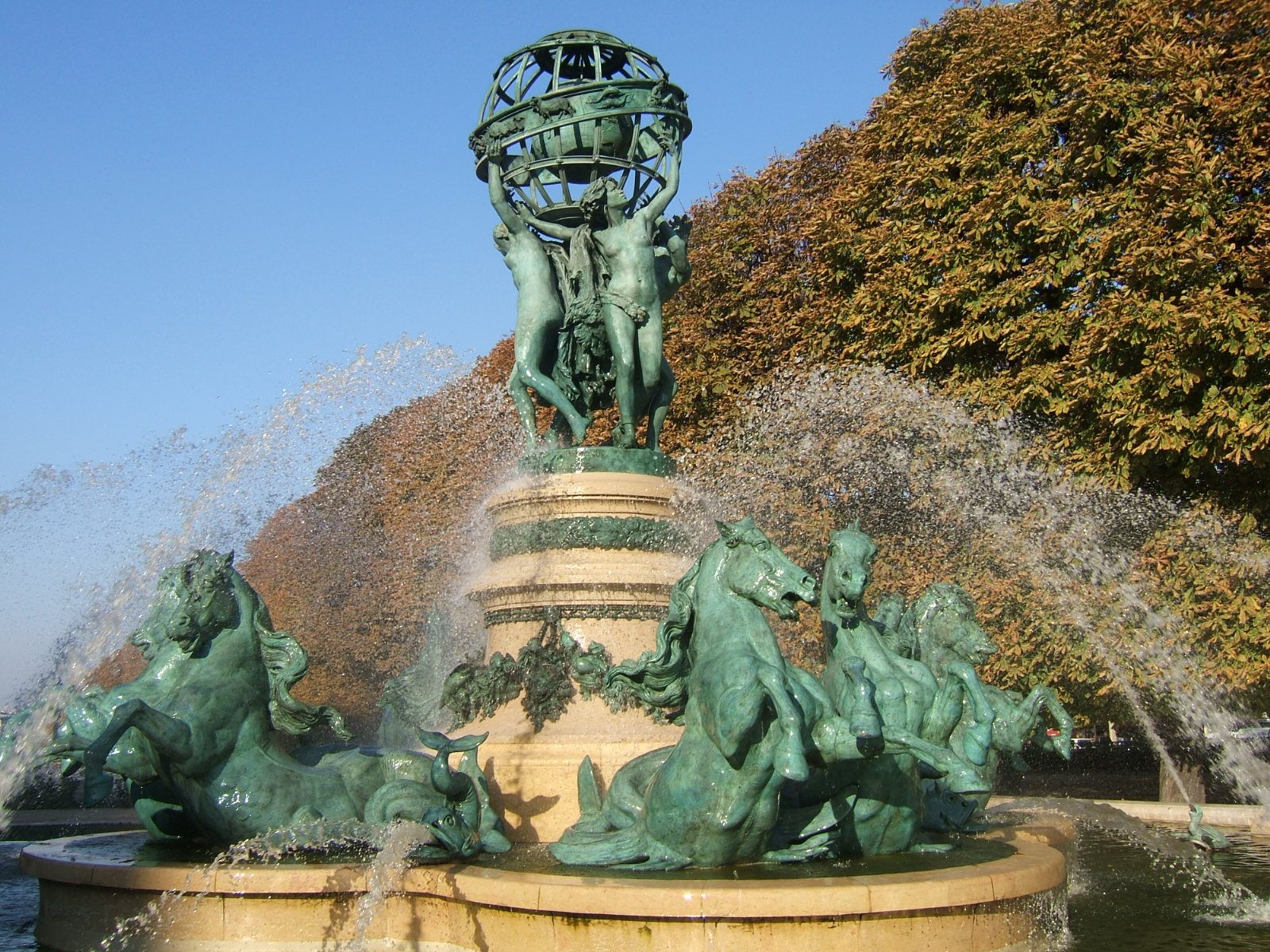
Szökőkút-szoborcsoport, fent a világ négy földrészével